# Monossexualidade

Bandeira monossexual

Monossexualidade é uma orientação sexual que envolve atração exclusivamente por um género. Esta pode ser hétero ou homo, ou ainda gine ou androssexual.
O termo é regularmente raro, pela maior parte usado em discussões de bissexualidade para denotar todas as pessoas que não são bissexuais (com exceção dos assexuais, que não possuem atração sexual). Foi provavelmente adotado no lugar de unissexual, que já é usado na biologia e produziria a confusão. Muitas vezes é considerado derrogativo pela pessoa no qual está sendo aplicado, e não está no uso comum como uma autoetiqueta pela pessoa heterossexual, homossexual, gay ou lésbica, andro ou ginessexual. O termo foi usado pela primeira vez por Karl Maria Kertbeny no século XIX, mas com outro significado.
A proporção das pessoa que se ajustam na categoria depende de como cada um usa a palavra. Se o termo for usado para significar exclusivamente monossexual no comportamento sexual, então segundo estudos controversos como de Alfred Kinsey, 67% dos homens e 87-90% das mulheres são o que pode ser denominado agora "monossexual" como determinado pelo comportamento. Se o termo for usado para descrever a resposta emocional, a proporção é mais baixa para homens, 58%.
Freud pensava que ninguém nascia monossexual e que tinha de ser ensinado pela família ou sociedade embora a maior parte das pessoas pareçam acreditar que monossexuais são de fato a maioria e se identificam como tal.
O crítico de música e analista Fred Maus compara a crítica de Béla Bartók's trabalhos pelo seu uso de tonalidade e métodos não-tonais únicos a cada parte ao viés em direção à monossexualidade e contra bissexualidade.

## Controvérsia
Entre as pessoas homossexuais, gays e lésbicas que são familiar a este termo, existe a ampla compreensão de se tratar de uma palavra ideologicamente carregada destinada a privilegiar a bissexualidade sobre outras orientações sexuais.[carece de fontes?] Alguns indivíduos bissexuais também evitam usar o termo por essa razão.
No início dos anos 1990 um usuário da Usenet inflamou enfurecido durante muitos meses os grupos soc.bi e soc.motss sobre se este termo era hétero ou homofóbico, ou se era foi simplesmente a resposta bissexual justificada a uma frequentemente cultura homossexual, gay e lésbica, bifóbica.[carece de fontes?]